# 서울 화계사 탑다라니판
화계사 탑다라니판(華溪寺 塔陀羅尼板)은 서울특별시 강북구 수유동 화계사에 있는 조선시대의 목판이다. 2016년 8월 4일 서울특별시의 유형문화재 제388호로 지정되었다.

## 개요
① 비로자나장엄장대누각탑다라니목판 : 8개의 목재를 연결하여 정밀하게 판각한 것으로, 간기에 의하면 ‘동치 계유(1873년) 단양일’에 조성되었으며 성월이 썼다.
② 원통궁전탑다라니목판 : 6개의 목재를 연결하여 판각한 것으로 간기에 의하면 1873년에 조성되었고 성월이 씀. 형태 및 재질, 상태 등을 볼 때, 관음보살이 머무르는 원통전을 묘사한 탑다라니를 관음변상판과 함께 조성한 것으로 보는 것이 타당하다.
③ 연화고향탑다라니목판 : 5개의 목판을 연결하여 만들었으며 간기는 없으나 형태와 재질, 기법 등으로 보아 같은시기에 제작된 것으로 추정된다.
〈천수천안관음변상판〉과 비교하여 화엄경의 선재동자의 구도행에 연관된 내용들로 구성된 것으로, 관음보살을 중심으로 함께 일괄 조성된 탑다라니로 볼 수 있음. 판각 솜씨와 보존상태가 좋은편이고, 일괄 세트로 구성된 예가 드물다.

## 조사보고서
화계사 탑다라니판은 3점이 남아있다. 탑다라니는 법사리라고도 하며, 불경을 탑 형태의 도형 내부에 배치한 형태이다. 이와 같은 다라니(陀羅尼, dhāraṇi)에 적힌 진언(眞言)은 『경률이상(經律異相)』에 따르면, 호법(護法) 및 마귀를 복종시키는 기능을 가진 것으로 설명되어 있다. 진언의 역사는 고대 인도의 주술행위를 비롯한 원주민의 종교 신앙에서 비롯된 것으로 밀교의 진언수행에 많은 영향을 주었다.
또한 『관찰제법행경(觀察諸法行經)』에서는 열여섯 가지 ‘자다라니(字陀羅尼)’를 설명하면서, “글자의 행상(行相)을 깨달아 승의법(勝義法)을 말하게 하고, 4류(流)를 건너 명색(名色)이 없는 법을 말하게 하며, 보시를 잘 행하고, 인(忍)에 안주함을 스스로 지키며, 6근에 의지하지 않고, 6바라밀을 행하며, 번뇌를 끊게 해주려고 중생을 위해 설법하게 한다. 모든 법의 차별을 잘 알아 의심이 없는 깊은 경지에 이르게 하고, 처할 곳과 처하지 않을 곳을 말하게 하며, 모든 중생의 행하는 바를 알고, 추악한 말을 듣거나 가죽과 살과 골수를 버리게 되어도 참게하고, 생각과 뜻이 행하는 것을 알아 법계에 안주하게 한다. 이렇게 나를 깨달아 알면 모든 법에 들어간다.”고 하여 다라니 공덕을 일컫는다.
다라니 공덕에 대한 이해가 조선 후기에 퍼지면서 사찰에서 탑다라니를 판각하는 예가 많아졌다.
① 비로자나장엄장대누각탑다라니판(毘盧遮那莊嚴藏大樓閣塔陀羅尼板)
비로자나장엄장대누각은 『화엄경』 77권 「입법계품」에 이르기를, 선재동자가 남쪽 해안국의 비로자나불장엄장대누각에 올라가 미륵보살을 친견하고자 하는 내용에서 미륵보살을 만나는 곳이다.
현재 8개의 목재가 연결된〈비로자나장엄장대누각탑다라니판〉은 정밀한 판각 솜씨와 탑신의 다층 누각 형태를 잘 표현하고 있으며, 판각된 글씨 또한 보존 상태가 양호하다. 목재의 뒤틀림 및 갈라짐 현상도 없어서 잘 가공된 목재를 사용한 것을 볼 수 있고, 표면에 주칠을 하여 보호하고 있다.
간기에 의하면, ‘동치 계유(1873년) 단양일(단오절)’에 조성된 것으로 거사 성월이 썼다.
② 원통궁전탑다라니목판(圓通宮殿塔陀羅尼板)
원통전은 관음보살이 머무르는 곳이며, 간기에 의하면 <비로자나장엄장대누각탑다라니 판〉과 함께 1873년에 조성된 것으로, 역시 성월이 쓴 것이다.
현재 6개의 목재를 연결하여 작성한 목판의 두께나 나무 재질, 판각의 깊이를 볼 때 정교한 판각솜씨가 같은 기술을 보여주는 것이다.
『화계사약지(1938년)』에 의하면, 화계사에서는 1874년 탄생한 순종의 수명장수를 기원하여 신정왕후 조씨와 효정왕후 홍씨 등이 발원하여 수를 놓아 제작한 〈수관음보살도(1875년)〉를 하사받은 기록이 전하고 있다. 이 수관음보살도(1875년)의 모본이 화계사에 전하는 〈천수천안관음변상판〉이었을 가능성은 매우 높다. 또한, 〈원통궁전탑다라니판〉과 〈천수천안관음변상판〉의 형태 및 재질, 상태 등을 볼 때, 관음보살이 머무르는 원통전을 묘사한 탑다라니를 함께 조성한 것으로 보는 것이 타당할 것이다. 그렇다면 〈천수천안관음변상판〉 역시 원통궁전탑다라니 목판의 조성시기와 같거나 그 전후로 보는 것이 타당할 것이다.
③ 연화고향탑다라니판(蓮華故鄕塔陀羅尼板)
다섯 장의 목판을 연결해서 만든 〈연화고향탑다라니판〉은 왼편 윗 부분에 각각의 이름이 적혀있으며 보탑이 세밀하고 정교하게 판각되었다. 탑 중앙에 여래상이 한 구 있으며 탑신 옥개석에 풍탁이 달려있다.
간기는 없으나 〈원통궁전탑다라니판〉과 목판 형태가 같고, 목재도 동일하며, 판각의 깊이 및 솜씨도 동일한 계통으로 같은 시기에 제작되었을 것으로 추정된다.
비로자나장엄장대누각탑다라니판(1873), 원통궁전탑다라니판(1873), 연화고향탑다라니판(조선후기)은 같은 나무 재질과 동일한 판각 솜씨를 지니고 있어서 같은 시기에 조성된 것으로 추정된다.
모두 표면에 주칠을 입혀 보호하고 있으며, 목재의 뒤틀림 현상이나 갈라짐이 없어서 보존상태도 좋은 편이다. 아울러 함께 화계사에 전하는 〈천수천안관음변상판〉과 비교할 때, 화엄경의 선재동자의 구도행에 연관된 내용들로 구성된 것으로 관음보살을 중심으로 함께 일괄 조성된 탑다라니로 볼 수 있을 것이다.
이와 같이 매우 정밀한 판각 솜씨뿐만이 아니라 일괄 세트로 구성된 예가 드문 상황에서 유형문화재로 일괄 지정하여 보존할 가치가 있다고 판단된다.

## 참고 자료
- 화계사 탑다라니판 - 국가유산청 국가유산포털